# جيفري هاموند (عسكري)
جيفري هاموند (بالإنجليزية: Jeffery Hammond)‏ هو عسكري أمريكي، ولد في 1956 في آناهايم في الولايات المتحدة.